# Dębowiec (Basse-Silésie)
Pour les articles homonymes, voir Dębowiec.
Dębowiec est une localité polonaise de la gmina de Ziębice, située dans le powiat de Ząbkowice Śląskie en voïvodie de Basse-Silésie.